# Palazzo Sessa

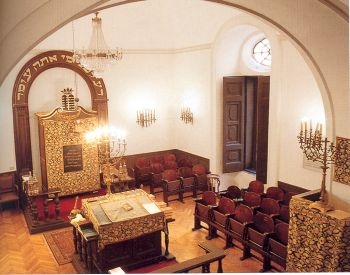
Das Innere der Synagoge von Neapel

Der Palazzo Sessa ist ein Palast aus dem 16. Jahrhundert im Viertel San Ferdinando in Neapel in der italienischen Region Kampanien. Er liegt in der Via Santa Maria a Cappella Vecchia, 31.

## Geschichte
Der Palast wurde 1506 im Auftrag des ersten Markgrafen von Sessa erbaut. Giuseppe Asmundo di Sessa beauftragte 1744 die Architekten Giuseppe Genoino, der die Guglia dell’Immacolata an der Piazza di Gesù Nuovo geplant hatte, und Andrea Vaccaro, der die Arbeit seines Vaters, Domenico Antonio Vaccaro, fortsetzte, mit der Durchführung der Arbeiten zur Erweiterung und Ausschmückung des Palastes. Sie waren 1752 beendet und bestanden in der teilweisen Integration und dem Umbau der früheren Abtei Santa Maria a Cappella Vecchia aus dem 6. Jahrhundert.
Der Palast ist auf dem Plan der Carafas von 1775 und auf dem von Schiavoni von 1877 zu sehen. Aus letzterem ist zu erkennen, dass der Flügel zum Meer hin für den Bau der Via Pace (heute Via Morelli) abgetrennt wurde.
In der Zeit der Bourbonen war der Palazzo Sessa der offizielle Sitz der englischen Botschaft beim Königreich Neapel; der bekannteste „Mieter“ war Sir William Hamilton, der dort von 1764 bis 1800 mit seiner Gattin Emma lebte. In dieser Zeit war der Palast für seine mondänen und musikalischen Empfänge bekannt, wodurch er zum Anlaufpunkt bekannter europäischer Persönlichkeiten auf der Durchreise durch Neapel wurde. Gäste waren u. a. Élisabeth Vigée-Lebrun, Johann Wolfgang Goethe (1787) und Lord Nelson.
Später war dort der Erzbischof von Tarent zu Gast und die preußische Botschaft untergebracht.
Seit 1864 befindet sich dank Baron Rothschild die Synagoge der israelitischen Gemeinde von Neapel in dem Palast. 2012 zog das Goethe-Institut von Neapel von ihrem alten Sitz an der Riviera di Chiaia an diesem so symbolischen Ort um.

## Beschreibung
Um in den Palast zu gelangen, muss man durch ein Marmorportal gehen, das die Jahreszahl 1506 trägt; es führt zu einem Raum, der früher der Innenhof der Abtei gewesen sein muss. Der Palast zeigt einzigartige architektonische Details: Zunächst einmal ist da die Treppe, die sich vor dem Empfangsraum öffnet, aber über ein halbrundes Atrium zugänglich ist, das wiederum vom Hof durch zwei symmetrische Portale abgeteilt ist. Dann sind die langen Terrassen zu erwähnen, die sich an den Seiten des Eingangsportals erstrecken: Nur die rechte ist bis heute erhalten, während die linke mit der Zeit durch Aufstockungen überbaut wurde. Diese „Eingangsarme“ waren charakteristisch für einige Paläste in Neapel, wie z. B. den Palazzo Carafa di Roccella in Chiaia.